# Szőcs Gyula
Szőcs Gyula (Detta, 1926. június 1. – Nagyszentmiklós, 1986. október 4.) bánsági magyar pedagógus, muzeológus, Bartók-kutató.

## Életútja, munkássága
Középiskolai tanulmányait Temesváron végezte, majd a Bolyai Tudományegyetemen szerzett történelem–földrajz szakos tanári oklevelet. Elemi és középiskolai tanárként Nagyszentmiklóson működött 1950-től elhunytáig. 1968 után, az első nagyszentmiklósi Bartók-emlékkiállítás megnyitása után látott hozzá a nagy magyar muzsikus és családja helyi kötődéseinek és dokumentumainak kutatásához, feltárásához. Helytörténeti írásait, a Bartók családra vonatkozó cikkeit a temesvári Szabad Szó, a Művelődés, Falvak Dolgozó Népe, A Hét, Korunk, valamint az 1971-ben kiadott Bartók-könyv közölte. Álláspontja szerint Bartók Béla nem az egykori szerb nagyszentmiklósi földműves iskola épületében jött a világra, hanem egy szerény parasztházban. Levelezésben és munkatársi kapcsolatban állt ifj. Bartók Bélával, Denis Dillj-jel, Kalapis Zoltánnal, László Ferenccel, Szekernyés Jánossal és más Bartók-kutatókkal. Összegyűjtötte a mezőgazdász id. Bartók Bélának az általa szerkesztett Gazdasági Tanügyben és más lapokban közölt írásait. Éveken át gondozta a nagyszentmiklósi Bartók Emlékmúzeum anyagát, a zeneszerző szülőházát s a temetőben felmenői sírjait. Amíg a körülmények engedték, több évfordulós megemlékezést, diákvetélkedőt szervezett. Bartók Béla születésének centenáriumán, 1981 tavaszán a gondosan előkészített ünnepségek megtartását az utolsó pillanatban betiltották a román hatóságok.